# 碳金融
碳金融（英語：carbon finance）是环境金融的一个分支，涵盖如碳排放交易等通过给碳排放定价来减少温室气体排放、减缓气候变化的一系列金融工具。
金融风险和机遇会影响公司的资产负债表，基于市场的工具能够转移环境风险并实现环境目标。有关气候变化和温室气体排放的问题必须作为战略管理决策的一部分加以解决。
该术语用于温室气体减排项目的投资，以及碳市场上可交易的相关金融工具的发明建立。

## 历史
自从1996年提出碳市场以来，碳的购买市场就呈指数增长。
以下是世界银行估算的全球碳交易的规模：
单体：体积（百万公吨，MtCO2）
- 2005年：718（主要配额市场中为330，基于项目的交易中为388）
- 2006年：1,745（主要配额市场中为1,134，基于项目的交易中为611）
- 2007年：2,983（主要配额市场中为2,109，基于项目的交易中为874）

1997年的《京都议定书》认可了清洁发展机制（CDM），允许通过对中国、印度或拉丁美洲等发展中国家的减排项目进行投资来抵消发达国家的排放。
联合履行（JI）是允许发达国家的投资本国或另一个发达国家以获得排放额度的另一种机制。

## 世界银行
世界银行创建了世界银行碳金融部门（World Bank Carbon Finance Unit，CFU）。世界银行的碳金融部门使用经济合作与发展组织国家政府和企业提供的资金，购买发展中国家和经济转型国家基于项目的温室气体减排量。减排量是代表贡献方通过碳金融部门的一项碳基金购买的，并且在《京都议定书》的清洁发展机制（CDM）或联合实施（JI）的框架内。 世界银行特别支持活动计划（PoA）的制定。 